# Кеннет Гант
Кеннет Гант (англ. Kenneth Hunt; 24 лютого 1884, Оксфорд — 28 квітня 1949) — англійський футболіст, що грав на позиції півзахисника, зокрема за олімпійську збірну Великої Британії, у складі якої — олімпійський чемпіон 1908 року.

## Клубна кар'єра
З 1904 року навчався в оксфордському Коледжі королеви, під час навчання грав за університетстку команду Оксфорда. Згодом його почали залучати до складу «Коринтіан», однієї з найсильніших аматорських команд тогочасного англійського футболу, виступами за яку Гант привернув увагу професійних команд країни. 
1907 року став гравцем «Вулвергемптона». Попри професійний статус цієї команди, ані в ній, ані у подальшому не отримував платню за участь у матчах, залишаючись протягом усієї ігрової кар'єри гравцем-аматором. У складі «вовків» виборов Кубок Англії у розіграші 1907/08, ставши автором одного з голів у його фінальній грі.
До початку Першої світової війни встиг також пограти за «Лейтон», «Оксфорд Сіті», «Крістал Пелес» та «Нью-Крусейдерс».
У повоєнний час поновив виступи на футбольному полі, протягом 1919–1921 грав за «Коринтіан».

## Виступи за збірні
1908 року у статусі володаря Кубка Англії у складі «Вулвергемптона» був включений до складу олімпійської збірної Великої Британії, яка стала переможцем футбольного турніру на домашніх для англійців тогорічних Олімпійських іграх. За 12 років взяв участь у другій для себе Олімпіаді, проте на футбольному турнірі в Антверпені англійці припинили боротьбу на першому ж етапі.
1911 року у складі національної збірної Англії взяв участь у двох іграх — проти Уельсу і Шотландії.

## Титули і досягнення
- Володар Кубка Англії з футболу (1):

«Вулвергемптон»: 1907-1908
- Олімпійський чемпіон (1):

Велика Британія: 1908